# Tito Quincio Ata
Tito Quincio Ata  (m. 77 a. C.)  fue un poeta y escritor de comedias romano. Prácticamente nada se sabe de su vida. La única información conocida es la fecha de su muerte que, según San Jerónimo se produjo en 77 a. C. en Roma. Pertenecía a la ilustre gens Quincia. El apodo de Atta (que significa "uno que anda en las plantas de los pies") se deriva de haber actuado en el papel de planipes (mimo que actuaba sin calzado) o de un defecto físico en las piernas.
La producción literaria de Ata, aunque consta de epigramas, encuentra su mejor expresión en sus fábulas togadas (fabulae togatae), por las cuales recibió elogios de Marco Terencio Varrón y de Marco Cornelio Frontón, quienes admiraron la caracterización de los personajes femeninos. De toda su producción, solo se han preservado dieciocho fragmentos y doce títulos: Aedilicia, Caldae aqua, Conciliatrix, Gratulatio, Lucubratio, Materterae, Megalensia, Nurus, Satura, Socrus, Supplicatio, Tiro proficiscens.
La lengua de Ata presenta trazos de arcaísmo; sin embargo, debido a lo exiguo del número de fragmentos, no se puede tener una idea precisa de su estilo, aunque los fragmentos ofrecen numerosos ejemplos de aliteraciones.
Según Horacio, las obras de Ata aún se representaban en sus tiempos. Aulo Gelio conserva fragmentos.